# 异鼠李素
异鼠李素（也称为3,5,7,4'-四羟基-3'-甲氧基黄酮，3,5,7,4'-Tetrahydroxy-3'-methoxyflavone）是一种槲皮素衍生的O-甲基化黄酮醇，分子式C16H12O7，梨、橄榄油、葡萄酒和番茄酱中富含异鼠李素。